# 绍莱站
绍莱站是法国的一个铁路车站，位于法国城市绍莱。

## 位置
绍莱站位于绍莱市区的部，勒博松涅尔－尼奥尔铁路42.488公里处，也是克里松－绍莱铁路的终点，距离昂热大约58公里。车站大致呈西北-东南走向，开口朝西南。
绍莱站历史上曾为一个区域性的铁路枢纽，但勒博松涅尔－尼奥尔铁路绍莱站以南的路段现已停止客运服务。

## 设施
绍莱站设有人工售票窗口，其开放时间如下：
- 周一至周六：6:00~20:00
- 周日及节假日：8:00~20:45

此外，绍莱站站内还设有自动售票机等设施。

## 停靠线路
以下列车线路在绍莱站停靠：
| 绍莱站列车线路表 |      |        |          |              |
| 线路             | 车种 | 上一站 | 下一站   | 大致运行频率 |
| 南特—绍莱        | TER  | 托尔福 | （终点） | 每天2~4趟    |
| 昂热—绍莱        | TER  | 舍米耶 | （终点） | 每天5~13趟   |
| 1.               |      |        |          |              |

## 配套交通

### 长途客车
| 停靠绍莱站的大巴车        |                                | |
| 上下车地点                | 运营单位                       | 主要线路及目的地 |
| 绍莱汽车站 （绍莱站门口） | Flixbus                        | - 741线：普瓦捷、利摩日、布里夫拉盖亚尔德、蒙托邦、图卢兹 |
| 绍莱汽车站 （绍莱站门口） | 曼恩-卢瓦尔省城际客运 Anjoubus | - 6号线：尼艾耶、韦赞、利欧来永、杜埃昂安茹、索米尔 - 7号线：尼艾耶、舍米耶昂安茹、来永河畔博留、卢埃河畔莫泽、昂热 - 8号线：博普雷欧昂默日、埃夫尔河畔蒙特尔沃、卢瓦尔河畔默日、昂瑟尼 - 21号线：塞夫尔穆万 - 21B号线：博普雷欧昂默日、埃夫尔河畔蒙特尔沃 - 30号线：博普雷欧昂默日 - 31号线：默雷夫里耶、图勒蒙德、拉普兰、雷塞尔科 - 32号线：默雷夫里耶 - 33号线：蒂福热 - 34号线：博普雷欧昂默日 - 34B号线：塞夫尔穆万 |
| 绍莱汽车站 （绍莱站门口） | 旺代省城际客运 Cap Vendée      | - 110线：埃萨尔昂博卡日、永河畔拉罗什 |
| 绍莱汽车站 （绍莱站门口） | SNCF Car TER                   | - 06线：南特 - 07线：南特、布雷叙尔、帕尔特奈、普瓦捷 - 当某条铁路线施工或罢工时，SNCF可能也会提供途径该线路沿途站点的大巴车 |
| 1. 2. 3. 4. 5.            |                                | |

### 市内交通
| 绍莱站附近的市内公共交通线路 |            |                                                                             |
| 公交车站名称                 | 位置       | 停靠线路                                                                    |
| Gare SNCF 火车站             | 绍莱站门口 | - 1路：绍莱-洛特福堡西 ↔ 绍莱-阿尔科勒 - A线: 绍莱-欧洲空间 ↔ 绍莱-勒普雷西 |
| 1. 2.                        |            |                                                                             |

### 社会车辆
绍莱站门口设有社会车辆停车场。

## 临近车站
| 绍莱站（Gare de Cholet）       |                        |                                   |
| 上行车站                       | 线路                   | 下行车站                          |
| 舍米耶站                       | 勒博松涅尔－尼奥尔铁路 | （终点） （绍莱以南的路段已关闭） |
| 托尔福站                       | 克里松－绍莱铁路       | （终点）                          |
| - 本表仅显示运营中的线路及车站 |                        |                                   |